# Хаккярі (місто)
Хаккярі (тур. Hakkâri) — місто і район в провінції Хаккярі (Туреччина), адміністративний центр провінції. Назва походить від сирійського слова Akkare, яке перекладається як «фермери» Згідно з переписом населення 2010 року населення міста становить 57 844 осіб.

## Клімат
Місто знаходиться у зоні, котра характеризується вологим континентальним кліматом з теплим літом. Найтепліший місяць — липень із середньою температурою 23.9 °C (75 °F). Найхолодніший місяць — січень, із середньою температурою -4.4 °С (24 °F).
| Клімат Хаккярі          | Клімат Хаккярі | Клімат Хаккярі | Клімат Хаккярі | Клімат Хаккярі | Клімат Хаккярі | Клімат Хаккярі | Клімат Хаккярі | Клімат Хаккярі | Клімат Хаккярі | Клімат Хаккярі | Клімат Хаккярі | Клімат Хаккярі | Клімат Хаккярі |
| Показник                | Січ.           | Лют.           | Бер.           | Квіт.          | Трав.          | Черв.          | Лип.           | Серп.          | Вер.           | Жовт.          | Лист.          | Груд.          | Рік            |
| Середній максимум, °C   | 0              | 1              | 6              | 12             | 19             | 25             | 30             | 30             | 26             | 18             | 10             | 2              | 14             |
| Середня температура, °C | −4             | −3             | 1              | 8              | 14             | 19             | 24             | 24             | 19             | 13             | 5              | −1             | 9              |
| Середній мінімум, °C    | −7             | −6             | −1             | 3              | 8              | 13             | 17             | 17             | 13             | 7              | 1              | −4             | 5              |
| Норма опадів, мм        | 89             | 105            | 131            | 136            | 63             | 17             | 3              | 4              | 10             | 70             | 97             | 93             | 818            |
| ----------------------- | -------------- | -------------- | -------------- | -------------- | -------------- | -------------- | -------------- | -------------- | -------------- | -------------- | -------------- | -------------- | -------------- |
| Джерело: Weatherbase    |                |                |                |                |                |                |                |                |                |                |                |                |                |

## Міста побратими
- Мостар, Боснія і Герцеговина
- Баня-Лука, Боснія і Герцеговина
- Дубровник, Хорватія
- Краслава, Латвія
- Оям, Уганда
- Буден, Швеція
- Сідней, Австралія
- Люблін, Польща
- Едде, Ліван
- Лубумбаші, Демократична Республіка Конго